# Cselekvő Iskola
Cselekvő Iskola (1929-1944) a szegedi Polgári Iskolai Tanárképző Főiskola gyakorló iskolájának megnevezése a pedagógiai szaknyelvben.

## Pedagógiai módszere
Igazgatója Szenes Adolf (1929–1932), majd Kratofil Dezső volt (1933–1944). Tanárai a reformpedagógia új törekvéseit (tanulói aktivitás, öntevékenység és csoportmunka, élményszerűség) ültették át a gyakorlatba az adott iskola-típus („modelliskola”) sajátos célkitűzéseinek és az adott korszak pedagógiai realitásainak figyelembevételével. A tanulói öntevékenységen és a csoportmunkán alapuló munkáltató módszer (a „kutatómódszer”) mellett a közlésen alapuló demonstratív és a kérdve kifejtő („heurisztikus”) metódust is alkalmazták. A Cselekvő Iskolában az órán a tanár munkájának meghatározott fázisai:
- 1. beszámoló a felvetett problémáról,
- 2. a probléma megfejtése,
- 3. a megoldás eredményeinek bírálata,
- 4. a következő óra anyagának kitűzése.

Ragaszkodtak a rendszeres munkához, a logikus órafelépítéshez (számonkérés, ráhangolás, célkitűzés, tárgyalás, összefoglalás). Az iskola pedagógusai szerencsés kézzel ötvözték a hagyományos pedagógia értékeit a reformpedagógia „mérsékeltebb” irányzatainak törekvéseivel. Munkájuk eredményeit A Cselekvés Iskolája című folyóiratban tették közzé.